# Joueur du mois (Ligue majeure de baseball)
Le joueur du mois est un prix de la Ligue majeure de baseball. Il récompense les joueurs ayant offert les meilleures performances à chaque mois de la saison de baseball. De 1958 à 1973, le prix est remis uniquement par la Ligue nationale. La Ligue américaine emboîte le pas en 1974 et depuis, un joueur dans chaque ligue est récompensé chaque mois. Jusqu'en 1974, le nombre annuel de prix est de 4 ou 5 selon les saisons. Depuis 1975, sauf rares exceptions, un total de 6 prix mensuels est remis dans chaque ligue, d'avril à septembre.
Barry Bonds détient le record du plus grand nombre de récompenses : il est nommé joueur du mois à 13 reprises, chaque fois dans la Ligue nationale. Dans la Ligue américaine, le joueur du mois le plus fréquent est Alex Rodriguez, honoré de la sorte à 10 reprises.
Les lanceurs étaient au départ éligibles au titre de joueur du mois. Ils ne le sont plus depuis 1975 en Ligue nationale et 1979 en Ligue américaine, depuis la création du prix du lanceur du mois.

## Gagnants
Le nombre entre parenthèses indique les gagnants multiples.

### 1958-1973
| Année | Mois      | Ligue nationale              | Équipe                                           |
| ----- | --------- | ---------------------------- | ------------------------------------------------ |
| 1958  | Mai       | Willie Mays Stan Musial      | Giants de San Francisco Cardinals de Saint-Louis |
| 1958  | Juin      | Frank Thomas                 | Pirates de Pittsburgh                            |
| 1958  | Juillet   | Joey Jay                     | Braves de Milwaukee                              |
| 1958  | Août      | Lew Burdette                 | Braves de Milwaukee                              |
| 1958  | Septembre | Willie Mays (2)              | Giants de San Francisco                          |
| 1959  | Mai       | Hank Aaron Harvey Haddix     | Braves de Milwaukee Pirates de Pittsburgh        |
| 1959  | Juin      | Roy Face                     | Pirates de Pittsburgh                            |
| 1959  | Juillet   | Don Drysdale                 | Dodgers de Los Angeles                           |
| 1959  | Août      | Vern Law Willie McCovey      | Pirates de Pittsburgh Giants de San Francisco    |
| 1959  | Septembre | Eddie Mathews                | Braves de Milwaukee                              |
| 1960  | Mai       | Roberto Clemente             | Pirates de Pittsburgh                            |
| 1960  | Juin      | Lindy McDaniel               | Cardinals de Saint-Louis                         |
| 1960  | Juillet   | Don Drysdale (2)             | Dodgers de Los Angeles                           |
| 1960  | Août      | Warren Spahn                 | Braves de Milwaukee                              |
| 1960  | Septembre | Ken Boyer                    | Cardinals de Saint-Louis                         |
| 1961  | Mai       | Joey Jay (2)                 | Reds de Cincinnati                               |
| 1961  | Juin      | George Altman                | Cubs de Chicago                                  |
| 1961  | Juillet   | Frank Robinson               | Reds de Cincinnati                               |
| 1961  | Août      | Warren Spahn (2)             | Braves de Milwaukee                              |
| 1961  | Septembre | Jim O'Toole                  | Reds de Cincinnati                               |
| 1962  | Mai       | Bob Purkey                   | Reds de Cincinnati                               |
| 1962  | Juin      | Sandy Koufax                 | Dodgers de Los Angeles                           |
| 1962  | Juillet   | Frank Howard (en)            | Dodgers de Los Angeles                           |
| 1962  | Août      | Jack Sanford                 | Giants de San Francisco                          |
| 1963  | Mai       | Dick Ellsworth               | Cubs de Chicago                                  |
| 1963  | Juin      | Ron Santo                    | Cubs de Chicago                                  |
| 1963  | Juillet   | Willie McCovey (2)           | Giants de San Francisco                          |
| 1963  | Août      | Willie Mays                  | Giants de San Francisco                          |
| 1964  | Mai       | Billy Williams               | Cubs de Chicago                                  |
| 1964  | Juin      | Jim Bunning                  | Phillies de Philadelphie                         |
| 1964  | Juillet   | Ron Santo (2)                | Cubs de Chicago                                  |
| 1964  | Août      | Frank Robinson (2)           | Reds de Cincinnati                               |
| 1964  | Septembre | Bob Gibson                   | Cardinals de Saint-Louis                         |
| 1965  | Mai       | Joe Torre                    | Braves de Milwaukee                              |
| 1965  | Juin      | Vern Law (2) Willie Stargell | Pirates de Pittsburgh                            |
| 1965  | Juillet   | Pete Rose                    | Reds de Cincinnati                               |
| 1965  | Août      | Willie Mays (4)              | Giants de San Francisco                          |
| 1966  | Mai       | Juan Marichal                | Giants de San Francisco                          |
| 1966  | Juin      | Gaylord Perry                | Giants de San Francisco                          |
| 1966  | Juillet   | Mike Shannon                 | Cardinals de Saint-Louis                         |
| 1966  | Août      | Pete Rose (2)                | Reds de Cincinnati                               |
| 1967  | Mai       | Roberto Clemente (2)         | Pirates de Pittsburgh                            |
| 1967  | Juin      | Hank Aaron (2)               | Braves d'Atlanta                                 |
| 1967  | Juillet   | Jim Ray Hart                 | Giants de San Francisco                          |
| 1967  | Août      | Orlando Cepeda               | Cardinals de Saint-Louis                         |
| 1968  | Mai       | Don Drysdale (3)             | Dodgers de Los Angeles                           |
| 1968  | Juin      | Bob Gibson (2)               | Cardinals de Saint-Louis                         |
| 1968  | Juillet   | Bob Gibson (3)               | Cardinals de Saint-Louis                         |
| 1968  | Août      | Pete Rose (3)                | Reds de Cincinnati                               |
| 1968  | Septembre | Steve Blass                  | Pirates de Pittsburgh                            |
| 1969  | Avril     | Willie McCovey (3)           | Giants de San Francisco                          |
| 1969  | Mai       | Ken Holtzman                 | Cubs de Chicago                                  |
| 1969  | Juin      | Ron Santo (3)                | Cubs de Chicago                                  |
| 1969  | Juillet   | Roberto Clemente (3)         | Pirates de Pittsburgh                            |
| 1969  | Août      | Willie Davis                 | Dodgers de Los Angeles                           |
| 1970  | Mai       | Rico Carty                   | Braves d'Atlanta                                 |
| 1970  | Juin      | Tommie Agee                  | Mets de New York                                 |
| 1970  | Juillet   | Bill Singer                  | Dodgers de Los Angeles                           |
| 1970  | Août      | Bob Gibson (4)               | Cardinals de Saint-Louis                         |
| 1971  | Avril     | Willie Stargell (2)          | Pirates de Pittsburgh                            |
| 1971  | Mai       | Lou Brock                    | Cardinals de Saint-Louis                         |
| 1971  | Juin      | Willie Stargell (3)          | Pirates de Pittsburgh                            |
| 1971  | Juillet   | Ferguson Jenkins             | Cubs de Chicago                                  |
| 1971  | Août      | Joe Torre (2)                | Cardinals de Saint-Louis                         |
| 1972  | Avril     | Don Sutton                   | Dodgers de Los Angeles                           |
| 1972  | Mai       | Bob Watson                   | Astros de Houston                                |
| 1972  | Juin      | César Cedeño                 | Astros de Houston                                |
| 1972  | Juillet   | Billy Williams (2)           | Cubs de Chicago                                  |
| 1972  | Août      | Ken Henderson                | Giants de San Francisco                          |
| 1973  | Avril     | Jerry Koosman                | Mets de New York                                 |
| 1973  | Mai       | Willie Crawford              | Dodgers de Los Angeles                           |
| 1973  | Juin      | Greg Luzinski                | Phillies de Philadelphie                         |
| 1973  | Juillet   | Pete Rose (4)                | Reds de Cincinnati                               |
| 1973  | Août      | Davey Johnson                | Braves d'Atlanta                                 |

### 1974-1979

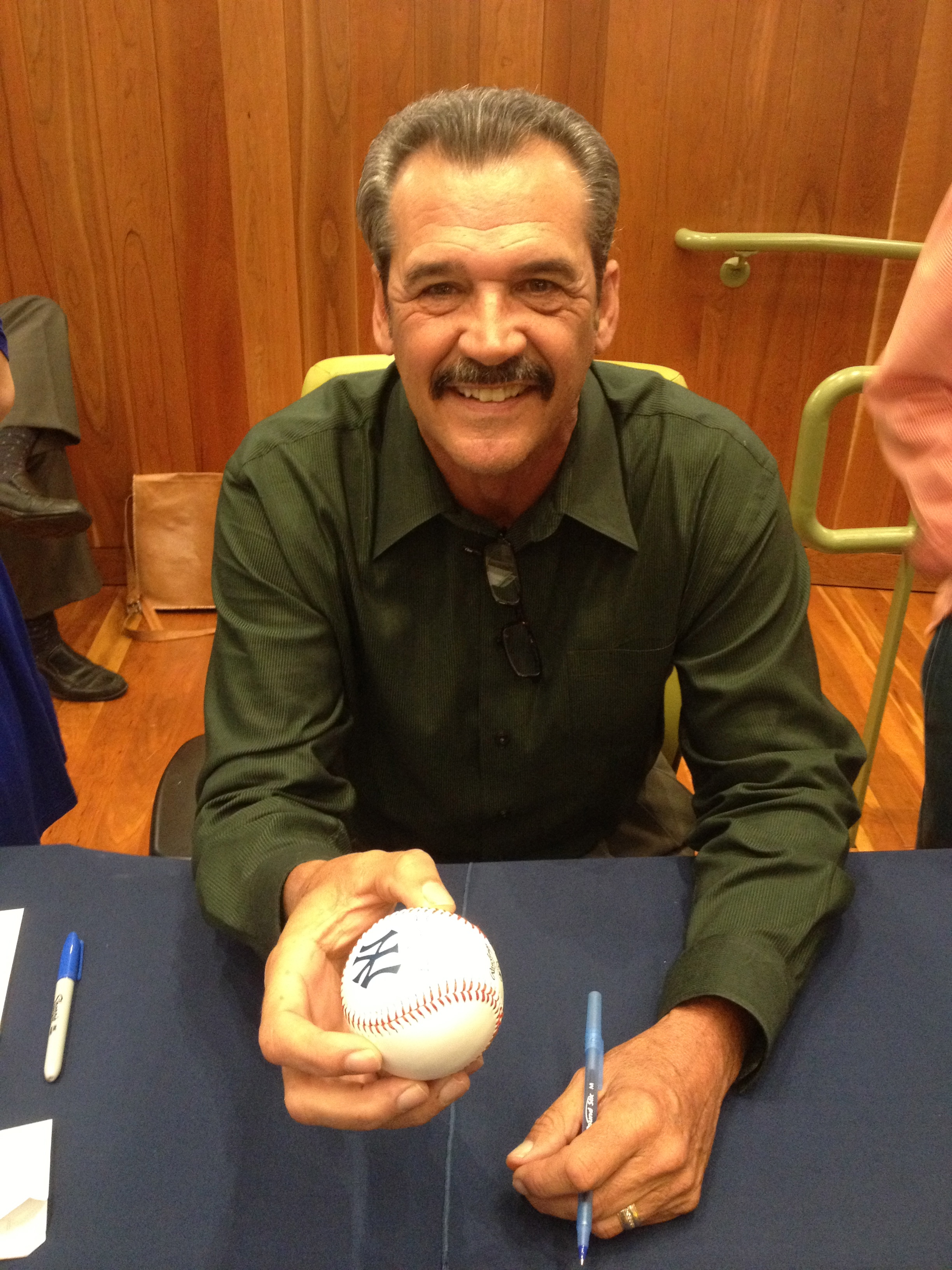
Ron Guidry, dernier lanceur nommé joueur du mois avant la création du prix du lanceur du mois.

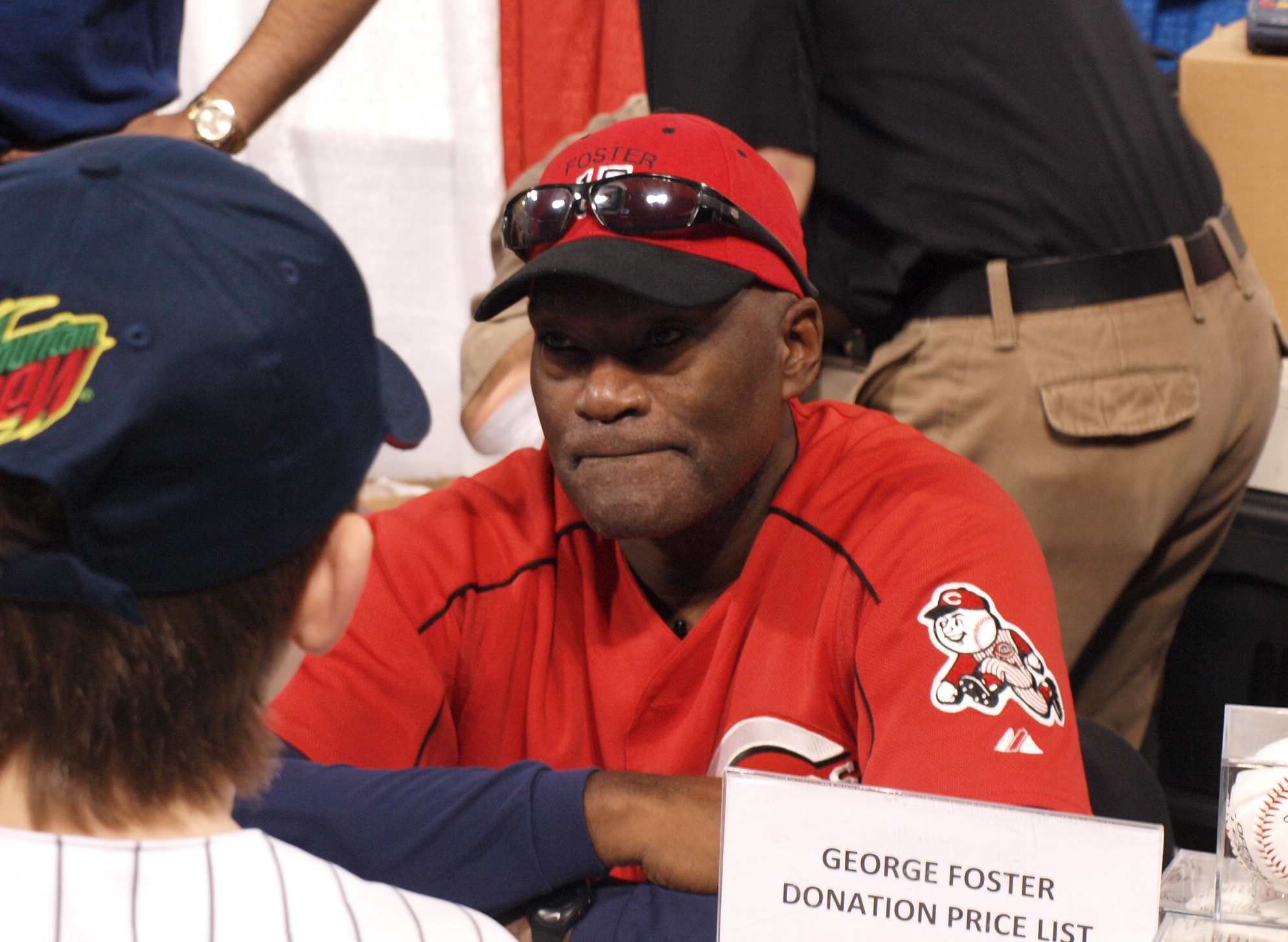
George Foster, des Reds de Cincinnati, est joueur du mois à 6 reprises de 1976 à 1979.

| Année | Mois      | Ligue nationale   | Équipe                   | Ligue américaine            | Équipe                   |
| ----- | --------- | ----------------- | ------------------------ | --------------------------- | ------------------------ |
| 1974  | Avril     | Tommy John        | Dodgers de Los Angeles   | Graig Nettles               | Yankees de New York      |
| 1974  | Mai       | Ralph Garr        | Braves d'Atlanta         | Rod Carew                   | Twins du Minnesota       |
| 1974  | Juin      | Buzz Capra        | Braves d'Atlanta         | Gaylord Perry (2)           | Indians de Cleveland     |
| 1974  | Juillet   | Don Gullett       | Reds de Cincinnati       | Doc Medich                  | Yankees de New York      |
| 1974  | Août      | Lou Brock (2)     | Cardinals de Saint-Louis | Nolan Ryan                  | Angels de la Californie  |
| 1974  | Septembre | aucun gagnant     | aucun gagnant            | Al Kaline                   | Tigers de Détroit        |
| 1975  | Avril     | Joe Morgan        | Reds de Cincinnati       | Robin Yount                 | Brewers de Milwaukee     |
| 1975  | Mai       | Bob Watson (2)    | Astros de Houston        | Jim Hughes                  | Twins du Minnesota       |
| 1975  | Juin      | Joe Morgan (2)    | Reds de Cincinnati       | Fred Lynn                   | Red Sox de Boston        |
| 1975  | Juillet   | Dave Kingman      | Mets de New York         | John Mayberry               | Royals de Kansas City    |
| 1975  | Août      | Tony Pérez        | Reds de Cincinnati       | Jim Palmer                  | Orioles de Baltimore     |
| 1975  | Septembre | Andre Thornton    | Cubs de Chicago          | Gene Tenace                 | Athletics d'Oakland      |
| 1976  | Avril     | Mike Schmidt      | Phillies de Philadelphie | Willie Horton               | Tigers de Détroit        |
| 1976  | Mai       | George Foster     | Reds de Cincinnati       | Ron LeFlore                 | Tigers de Détroit        |
| 1976  | Juin      | Al Oliver         | Pirates de Pittsburgh    | Mark Fidrych                | Tigers de Détroit        |
| 1976  | Juillet   | George Foster (2) | Reds de Cincinnati       | Reggie Jackson              | Orioles de Baltimore     |
| 1976  | Août      | Joe Morgan (3)    | Reds de Cincinnati       | Luis Tiant                  | Red Sox de Boston        |
| 1976  | Septembre | Steve Garvey      | Dodgers de Los Angeles   | Nolan Ryan (2) Frank Tanana | Angels de la Californie  |
| 1977  | Avril     | Ron Cey           | Dodgers de Los Angeles   | Otto Vélez                  | Blue Jays de Toronto     |
| 1977  | Mai       | Ken Reitz         | Cardinals de Saint-Louis | Frank Tanana (2)            | Angels de la Californie  |
| 1977  | Juin      | George Foster (3) | Reds de Cincinnati       | Rod Carew (2)               | Twins du Minnesota       |
| 1977  | Juillet   | Greg Luzinski (2) | Phillies de Philadelphie | Jim Rice                    | Red Sox de Boston        |
| 1977  | Août      | George Foster (4) | Reds de Cincinnati       | Graig Nettles (2)           | Yankees de New York      |
| 1977  | Septembre | César Cedeño (2)  | Astros de Houston        | Rod Carew (3)               | Twins du Minnesota       |
| 1978  | Avril     | Rick Monday       | Dodgers de Los Angeles   | Frank Tanana (3)            | Angels de la Californie  |
| 1978  | Mai       | Jack Clark        | Giants de San Francisco  | Jim Rice (2)                | Red Sox de Boston        |
| 1978  | Juin      | Dave Winfield     | Padres de San Diego      | Ron Guidry                  | Yankees de New York      |
| 1978  | Juillet   | Pete Rose (5)     | Reds de Cincinnati       | Doug DeCinces               | Orioles de Baltimore     |
| 1978  | Août      | Dave Parker       | Pirates de Pittsburgh    | Jim Rice (3)                | Red Sox de Boston        |
| 1978  | Septembre | Dave Parker (2)   | Pirates de Pittsburgh    | Ron Guidry                  | Yankees de New York      |
| 1979  | Avril     | George Foster (5) | Reds de Cincinnati       | Cecil Cooper                | Brewers de Milwaukee     |
| 1979  | Mai       | Lou Brock (3)     | Cardinals de Saint-Louis | Don Baylor                  | Angels de la Californie  |
| 1979  | Juin      | George Foster (6) | Reds de Cincinnati       | Dan Meyer                   | Mariners de Seattle      |
| 1979  | Juillet   | Mike Schmidt (2)  | Phillies de Philadelphie | Don Baylor (2)              | Angels de la Californie  |
| 1979  | Août      | Keith Hernandez   | Cardinals de Saint-Louis | Fred Lynn (2)               | Cardinals de Saint-Louis |
| 1979  | Septembre | Pete Rose (6)     | Reds de Cincinnati       | Alfredo Griffin             | Blue Jays de Toronto     |

### 1980-1989

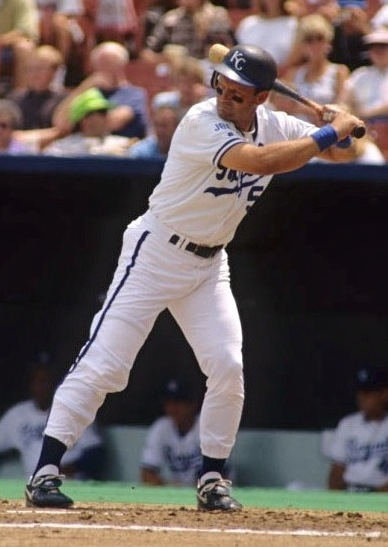
George Brett, des Royals de Kansas City, joueur du mois à 6 reprises de 1980 à 1990.

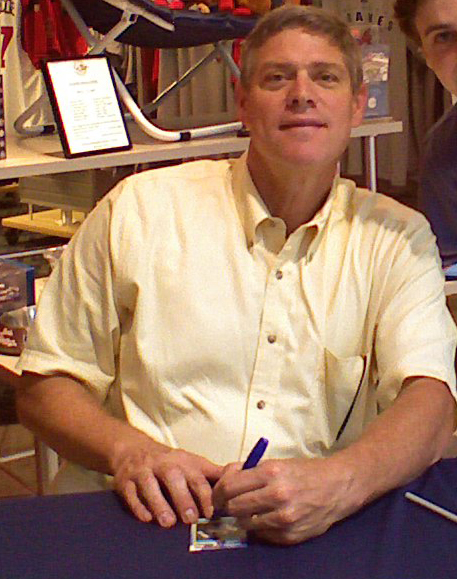
Dale Murphy, des Braves d'Atlanta, joueur du mois à 6 reprises de 1980 à 1986.

| Année | Mois      | Ligue nationale                                               | Équipe                                                        | Ligue américaine                                              | Équipe                                                        |                                                               |
| ----- | --------- | ------------------------------------------------------------- | ------------------------------------------------------------- | ------------------------------------------------------------- | ------------------------------------------------------------- | ------------------------------------------------------------- |
| 1980  | Avril     | Dave Kingman (2)                                              | Cubs de Chicago                                               | Lamar Johnson (2)                                             | White Sox de Chicago                                          |                                                               |
| 1980  | Mai       | Mike Schmidt (3)                                              | Phillies de Philadelphie                                      | Ben Oglivie                                                   | Brewers de Milwaukee                                          |                                                               |
| 1980  | Juin      | Dusty Baker                                                   | Dodgers de Los Angeles                                        | Rod Carew                                                     | Angels de la Californie                                       |                                                               |
| 1980  | Juillet   | Bob Horner                                                    | Braves d'Atlanta                                              | George Brett Reggie Jackson (2)                               | Royals de Kansas City Yankees de New York                     |                                                               |
| 1980  | Août      | Dale Murphy                                                   | Braves d'Atlanta                                              | Cecil Cooper                                                  | Brewers de Milwaukee                                          |                                                               |
| 1980  | Septembre | Gary Carter                                                   | Expos de Montréal                                             | Eddie Murray Jim Rice (4)                                     | Orioles de Baltimore Red Sox de Boston                        |                                                               |
| 1981  | Avril     | Dave Concepción                                               | Reds de Cincinnati                                            | Ken Singleton                                                 | Orioles de Baltimore                                          |                                                               |
| 1981  | Mai       | Art Howe                                                      | Astros de Houston                                             | Dwight Evans                                                  | Red Sox de Boston                                             |                                                               |
| 1981  | Juin      | Saison suspendue par la grève des Ligues majeures de baseball | Saison suspendue par la grève des Ligues majeures de baseball | Saison suspendue par la grève des Ligues majeures de baseball | Saison suspendue par la grève des Ligues majeures de baseball | Saison suspendue par la grève des Ligues majeures de baseball |
| 1981  | Juillet   | Saison suspendue par la grève des Ligues majeures de baseball | Saison suspendue par la grève des Ligues majeures de baseball | Saison suspendue par la grève des Ligues majeures de baseball | Saison suspendue par la grève des Ligues majeures de baseball | Saison suspendue par la grève des Ligues majeures de baseball |
| 1981  | Août      | Mike Schmidt (4)                                              | Phillies de Philadelphie                                      | Cecil Cooper (3)                                              | Brewers de Milwaukee                                          |                                                               |
| 1981  | Septembre | Gary Matthews                                                 | Phillies de Philadelphie                                      | Eddie Murray (2) Willie Wilson                                | Orioles de Baltimore Royals de Kansas City                    |                                                               |
| 1982  | Avril     | Dale Murphy (2)                                               | Braves d'Atlanta                                              | Eddie Murray (3)                                              | Orioles de Baltimore                                          |                                                               |
| 1982  | Mai       | Tim Wallach                                                   | Expos de Montréal                                             | Hal McRae                                                     | Royals de Kansas City                                         |                                                               |
| 1982  | Juin      | Al Oliver (2)                                                 | Expos de Montréal                                             | George Brett (2)                                              | Royals de Kansas City                                         |                                                               |
| 1982  | Juillet   | Mike Schmidt (5)                                              | Phillies de Philadelphie                                      | Robin Yount (2)                                               | Brewers de Milwaukee                                          |                                                               |
| 1982  | Août      | Bill Buckner                                                  | Cubs de Chicago                                               | Doug DeCinces (2)                                             | Angels de la Californie                                       |                                                               |
| 1982  | Septembre | Claudell Washington                                           | Braves d'Atlanta                                              | Dave Winfield (2)                                             | Yankees de New York                                           |                                                               |
| 1983  | Avril     | Terry Kennedy                                                 | Padres de San Diego                                           | George Brett (3)                                              | Royals de Kansas City                                         |                                                               |
| 1983  | Mai       | Darrell Evans                                                 | Giants de San Francisco                                       | Rod Carew (5)                                                 | Angels de la Californie                                       |                                                               |
| 1983  | Juin      | Andre Dawson                                                  | Expos de Montréal                                             | Lou Whitaker                                                  | Tigers de Détroit                                             |                                                               |
| 1983  | Juillet   | Dusty Baker (2)                                               | Dodgers de Los Angeles                                        | Cecil Cooper (4)                                              | Brewers de Milwaukee                                          |                                                               |
| 1983  | Août      | Mel Hall                                                      | Cubs de Chicago                                               | Lloyd Moseby                                                  | Blue Jays de Toronto                                          |                                                               |
| 1983  | Septembre | Dale Murphy (3)                                               | Braves d'Atlanta                                              | Cal Ripken, Jr.                                               | Orioles de Baltimore                                          |                                                               |
| 1984  | Avril     | Tony Gwynn                                                    | Padres de San Diego                                           | Alan Trammell                                                 | Tigers de Détroit                                             |                                                               |
| 1984  | Mai       | Leon Durham                                                   | Cubs de Chicago                                               | Eddie Murphy (4)                                              | Orioles de Baltimore                                          |                                                               |
| 1984  | Juin      | Ryne Sandberg                                                 | Cubs de Chicago                                               | Tony Armas                                                    | Red Sox de Boston                                             |                                                               |
| 1984  | Juillet   | José Cruz                                                     | Astros de Houston                                             | Kent Hrbek                                                    | Twins du Minnesota                                            |                                                               |
| 1984  | Août      | Keith Moreland                                                | Cubs de Chicago                                               | Gary Ward                                                     | Rangers du Texas                                              |                                                               |
| 1984  | Septembre | Dale Murphy (4)                                               | Braves d'Atlanta                                              | Greg Walker                                                   | White Sox de Chicago                                          |                                                               |
| 1985  | Avril     | Dale Murphy (5)                                               | Braves d'Atlanta                                              | Mike Davis                                                    | Athletics d'Oakland                                           |                                                               |
| 1985  | Mai       | Dave Parker (3)                                               | Reds de Cincinnati                                            | George Brett (4)                                              | Royals de Kansas City                                         |                                                               |
| 1985  | Juin      | Pedro Guerrero                                                | Dodgers de Los Angeles                                        | Rickey Henderson                                              | Yankees de New York                                           |                                                               |
| 1985  | Juillet   | Keith Hernandez (2)                                           | Mets de New York                                              | George Brett (5)                                              | Royals de Kansas City                                         |                                                               |
| 1985  | Août      | Willie McGee                                                  | Cardinals de Saint-Louis                                      | Don Mattingly                                                 | Yankees de New York                                           |                                                               |
| 1985  | Septembre | Gary Carter (2)                                               | Mets de New York                                              | Don Mattingly (2)                                             | Yankees de New York                                           |                                                               |
| 1986  | Avril     | Johnny Ray                                                    | Pirates de Pittsburgh                                         | Kirby Puckett                                                 | Twins du Minnesota                                            |                                                               |
| 1986  | Mai       | Hubie Brooks                                                  | Expos de Montréal                                             | Wade Boggs                                                    | Red Sox de Boston                                             |                                                               |
| 1986  | Juin      | Kevin Bass                                                    | Astros de Houston                                             | Kent Hrbek (2)                                                | Twins du Minnesota                                            |                                                               |
| 1986  | Juillet   | Eric Davis                                                    | Reds de Cincinnati                                            | Scott Fletcher                                                | Rangers du Texas                                              |                                                               |
| 1986  | Août      | Dale Murphy (6)                                               | Braves d'Atlanta                                              | Doug DeCinces (3)                                             | Angels de la Californie                                       |                                                               |
| 1986  | Septembre | Steve Sax                                                     | Dodgers de Los Angeles                                        | Don Mattingly (3)                                             | Yankees de New York                                           |                                                               |
| 1987  | Avril     | Eric Davis (2)                                                | Reds de Cincinnati                                            | Brian Downing                                                 | Angels de la Californie                                       |                                                               |
| 1987  | Mai       | Eric Davis (3)                                                | Reds de Cincinnati                                            | Larry Parrish                                                 | Rangers du Texas                                              |                                                               |
| 1987  | Juin      | Tony Gwynn (2)                                                | Padres de San Diego                                           | Wade Boggs (2)                                                | Red Sox de Boston                                             |                                                               |
| 1987  | Juillet   | Bo Díaz                                                       | Reds de Cincinnati                                            | Don Mattingly (4)                                             | Yankees de New York                                           |                                                               |
| 1987  | Août      | Andre Dawson (2)                                              | Cubs de Chicago                                               | Dwight Evans (2)                                              | Red Sox de Boston                                             |                                                               |
| 1987  | Septembre | Darryl Strawberry                                             | Mets de New York                                              | Alan Trammell (2)                                             | Tigers de Détroit                                             |                                                               |
| 1988  | Avril     | Bobby Bonilla                                                 | Pirates de Pittsburgh                                         | Dave Winfield (3)                                             | Yankees de New York                                           |                                                               |
| 1988  | Mai       | Bobby Bonilla (2)                                             | Pirates de Pittsburgh                                         | Carney Lansford                                               | Athletics d'Oakland                                           |                                                               |
| 1988  | Juin      | Will Clark                                                    | Giants de San Francisco                                       | Mike Greenwell                                                | Red Sox de Boston                                             |                                                               |
| 1988  | Juillet   | Tony Gwynn (3)                                                | Padres de San Diego                                           | Chili Davis                                                   | Angels de la Californie                                       |                                                               |
| 1988  | Août      | Eric Davis (4)                                                | Reds de Cincinnati                                            | Kent Hrbek (3)                                                | Twins du Minnesota                                            |                                                               |
| 1988  | Septembre | Kevin McReynolds                                              | Mets de New York                                              | José Canseco                                                  | Athletics d'Oakland                                           |                                                               |
| 1989  | Avril     | Von Hayes                                                     | Phillies de Philadelphie                                      | Fred McGriff                                                  | Blue Jays de Toronto                                          |                                                               |
| 1989  | Mai       | Will Clark (2)                                                | Giants de San Francisco                                       | Ron Kittle                                                    | White Sox de Chicago                                          |                                                               |
| 1989  | Juin      | Howard Johnson                                                | Mets de New York                                              | Rubén Sierra                                                  | Rangers du Texas                                              |                                                               |
| 1989  | Juillet   | Mark Grace                                                    | Cubs de Chicago                                               | Robin Yount (3)                                               | Brewers de Milwaukee                                          |                                                               |
| 1989  | Août      | Pedro Guerrero (2)                                            | Cardinals de Saint-Louis                                      | George Bell Nick Esasky                                       | Blue Jays de Toronto Red Sox de Boston                        |                                                               |
| 1989  | Septembre | Will Clark (3)                                                | Giants de San Francisco                                       | Paul Molitor                                                  | Brewers de Milwaukee                                          |                                                               |

### 1990-1999

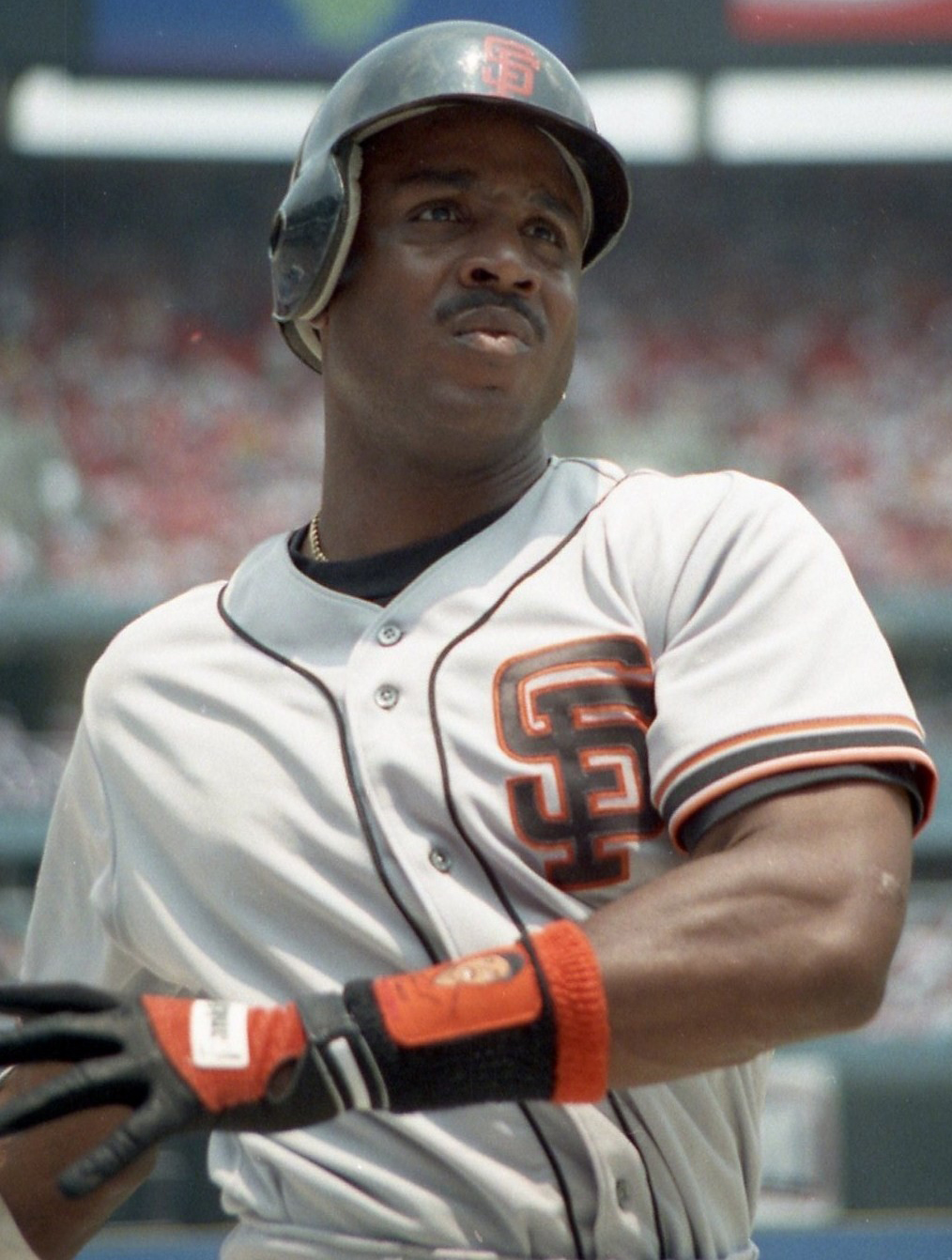
Barry Bonds est joueur du mois à 13 reprises, un record, entre 1990 et 2004.

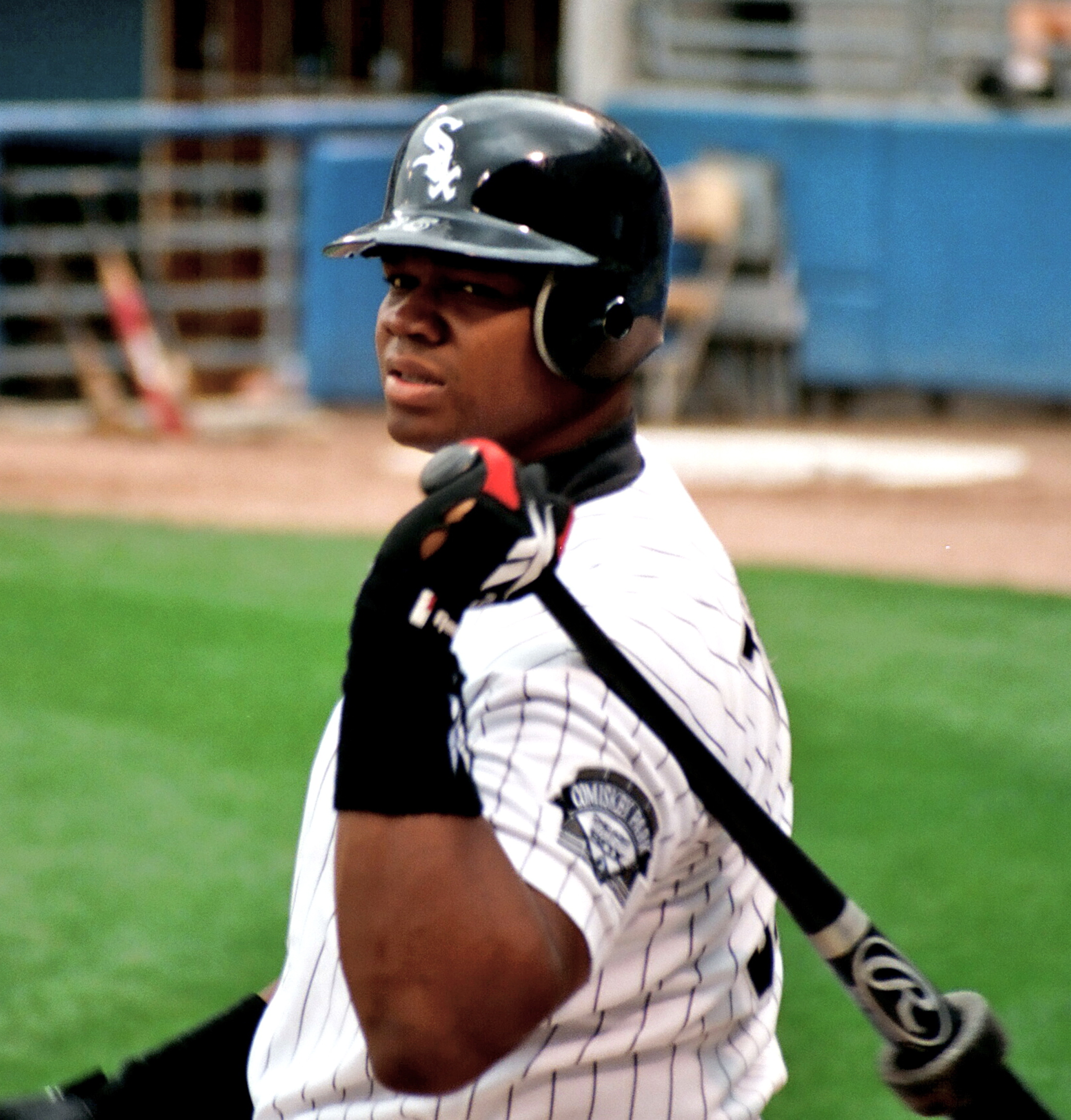
Frank Thomas, joueur du mois à 8 reprises de 1991 à 1997 avec les White Sox de Chicago.

| Année | Mois      | Ligue nationale                                                    | Équipe                                                             | Ligue américaine                                                   | Équipe                                                             |                                                                    |
| ----- | --------- | ------------------------------------------------------------------ | ------------------------------------------------------------------ | ------------------------------------------------------------------ | ------------------------------------------------------------------ | ------------------------------------------------------------------ |
| 1990  | Avril     | Bobby Bonilla (3)                                                  | Pirates de Pittsburgh                                              | Ken Griffey, Jr.                                                   | Mariners de Seattle                                                |                                                                    |
| 1990  | Mai       | Andre Dawson (3)                                                   | Cubs de Chicago                                                    | José Canseco (2)                                                   | Athletics d'Oakland                                                |                                                                    |
| 1990  | Juin      | Ryne Sandberg                                                      | Cubs de Chicago                                                    | Brook Jacoby                                                       | Indians de Cleveland                                               |                                                                    |
| 1990  | Juillet   | Barry Bonds                                                        | Pirates de Pittsburgh                                              | George Brett (6)                                                   | Royals de Kansas City                                              |                                                                    |
| 1990  | Août      | Dave Justice                                                       | Braves d'Atlanta                                                   | Cecil Fielder                                                      | Tigers de Détroit                                                  |                                                                    |
| 1990  | Septembre | Kal Daniels                                                        | Dodgers de Los Angeles                                             | Kelly Gruber                                                       | Blue Jays de Toronto                                               |                                                                    |
| 1991  | Avril     | Félix José                                                         | Cardinals de Saint-Louis                                           | Dave Henderson                                                     | Athletics d'Oakland                                                |                                                                    |
| 1991  | Mai       | Dave Justice (2)                                                   | Braves d'Atlanta                                                   | Rubén Sierra (2)                                                   | Rangers du Texas                                                   |                                                                    |
| 1991  | Juin      | Barry Larkin                                                       | Reds de Cincinnati                                                 | Joe Carter                                                         | Blue Jays de Toronto                                               |                                                                    |
| 1991  | Juillet   | Barry Bonds (2)                                                    | Pirates de Pittsburgh                                              | Robin Ventura                                                      | White Sox de Chicago                                               |                                                                    |
| 1991  | Août      | Will Clark (4)                                                     | Giants de San Francisco                                            | Frank Thomas                                                       | White Sox de Chicago                                               |                                                                    |
| 1991  | Septembre | Howard Johnson                                                     | Mets de New York                                                   | Cal Ripken, Jr. (2)                                                | Orioles de Baltimore                                               |                                                                    |
| 1992  | Avril     | Barry Bonds (3)                                                    | Pirates de Pittsburgh                                              | Roberto Alomar                                                     | Blue Jays de Toronto                                               |                                                                    |
| 1992  | Mai       | Félix José (2)                                                     | Cardinals de Saint-Louis                                           | Kirby Puckett (2)                                                  | Twins du Minnesota                                                 |                                                                    |
| 1992  | Juin      | Cory Snyder                                                        | Giants de San Francisco                                            | Kirby Puckett (3)                                                  | Twins du Minnesota                                                 |                                                                    |
| 1992  | Juillet   | Brett Butler                                                       | Dodgers de Los Angeles                                             | Edgar Martínez                                                     | Mariners de Seattle                                                |                                                                    |
| 1992  | Août      | Gary Sheffield                                                     | Padres de San Diego                                                | Edgar Martínez (2)                                                 | Mariners de Seattle                                                |                                                                    |
| 1992  | Septembre | Barry Bonds (4)                                                    | Pirates de Pittsburgh                                              | Frank Thomas (2)                                                   | White Sox de Chicago                                               |                                                                    |
| 1993  | Avril     | Barry Bonds (5)                                                    | Giants de San Francisco                                            | John Olerud                                                        | Blue Jays de Toronto                                               |                                                                    |
| 1993  | Mai       | Jeff Bagwell                                                       | Astros de Houston                                                  | Paul Molitor (2)                                                   | Blue Jays de Toronto                                               |                                                                    |
| 1993  | Juin      | Andrés Galarraga                                                   | Rockies du Colorado                                                | John Olerud (2)                                                    | Blue Jays de Toronto                                               |                                                                    |
| 1993  | Juillet   | Fred McGriff (2)                                                   | Padres de San Diego                                                | Rafael Palmeiro                                                    | Rangers du Texas                                                   |                                                                    |
| 1993  | Août      | Tony Gwynn (4)                                                     | Padres de San Diego                                                | Frank Thomas (3)                                                   | White Sox de Chicago                                               |                                                                    |
| 1993  | Septembre | Andrés Galarraga (2)                                               | Rockies du Colorado                                                | Chris Hoiles                                                       | Orioles de Baltimore                                               |                                                                    |
| 1994  | Avril     | Ellis Burks                                                        | Rockies du Colorado                                                | Joe Carter (2)                                                     | Blue Jays de Toronto                                               |                                                                    |
| 1994  | Mai       | Lenny Dykstra Mike Piazza                                          | Phillies de Philadelphie Dodgers de Los Angeles                    | Frank Thomas (4)                                                   | White Sox de Chicago                                               |                                                                    |
| 1994  | Juin      | Jeff Bagwell (2)                                                   | Astros de Houston                                                  | Albert Belle                                                       | Indians de Cleveland                                               |                                                                    |
| 1994  | Juillet   | Jeff Bagwell (3)                                                   | Astros de Houston                                                  | Frank Thomas (5)                                                   | White Sox de Chicago                                               |                                                                    |
| 1994  | Août      | Fin de saison annulée par la grève des Ligues majeures de baseball | Fin de saison annulée par la grève des Ligues majeures de baseball | Fin de saison annulée par la grève des Ligues majeures de baseball | Fin de saison annulée par la grève des Ligues majeures de baseball | Fin de saison annulée par la grève des Ligues majeures de baseball |
| 1994  | Septembre | Fin de saison annulée par la grève des Ligues majeures de baseball | Fin de saison annulée par la grève des Ligues majeures de baseball | Fin de saison annulée par la grève des Ligues majeures de baseball | Fin de saison annulée par la grève des Ligues majeures de baseball | Fin de saison annulée par la grève des Ligues majeures de baseball |
| 1995  | Avril     | Début de saison retardé par la grève de l'année précédente         | Début de saison retardé par la grève de l'année précédente         | Début de saison retardé par la grève de l'année précédente         | Début de saison retardé par la grève de l'année précédente         | Début de saison retardé par la grève de l'année précédente         |
| 1995  | Mai       | Matt Williams                                                      | Giants de San Francisco                                            | Manny Ramírez                                                      | Indians de Cleveland                                               |                                                                    |
| 1995  | Juin      | Jeff Conine                                                        | Marlins de la Floride                                              | Edgar Martínez (3)                                                 | Mariners de Seattle                                                |                                                                    |
| 1995  | Juillet   | Dante Bichette                                                     | Rockies du Colorado                                                | Garret Anderson                                                    | Angels de la Californie                                            |                                                                    |
| 1995  | Août      | Mike Piazza (2)                                                    | Dodgers de Los Angeles                                             | Albert Belle (2)                                                   | Indians de Cleveland                                               |                                                                    |
| 1995  | Septembre | Dante Bichette (2)                                                 | Rockies du Colorado                                                | Albert Belle (3)                                                   | Indians de Cleveland                                               |                                                                    |
| 1996  | Avril     | Barry Bonds (6)                                                    | Giants de San Francisco                                            | Frank Thomas (6)                                                   | White Sox de Chicago                                               |                                                                    |
| 1996  | Mai       | Jeff Bagwell (4)                                                   | Astros de Houston                                                  | Mo Vaughn                                                          | Red Sox de Boston                                                  |                                                                    |
| 1996  | Juin      | Dante Bichette (3)                                                 | Rockies du Colorado                                                | Mark McGwire                                                       | Athletics d'Oakland                                                |                                                                    |
| 1996  | Juillet   | Sammy Sosa                                                         | Cubs de Chicago                                                    | Juan González                                                      | Rangers du Texas                                                   |                                                                    |
| 1996  | Août      | Ken Caminiti                                                       | Padres de San Diego                                                | Alex Rodriguez                                                     | Mariners de Seattle                                                |                                                                    |
| 1996  | Septembre | Ken Caminiti (2)                                                   | Padres de San Diego                                                | Frank Thomas (7)                                                   | White Sox de Chicago                                               |                                                                    |
| 1997  | Avril     | Larry Walker                                                       | Rockies du Colorado                                                | Ken Griffey, Jr. (2)                                               | Mariners de Seattle                                                |                                                                    |
| 1997  | Mai       | Tony Gwynn                                                         | Padres de San Diego                                                | Frank Thomas (8)                                                   | White Sox de Chicago                                               |                                                                    |
| 1997  | Juin      | Mike Piazza (3)                                                    | Dodgers de Los Angeles                                             | Jeff King                                                          | Royals de Kansas City                                              |                                                                    |
| 1997  | Juillet   | Barry Bonds (7)                                                    | Giants de San Francisco                                            | Tim Salmon                                                         | Angels d'Anaheim                                                   |                                                                    |
| 1997  | Août      | Mike Piazza (4)                                                    | Dodgers de Los Angeles                                             | Bernie Williams                                                    | Yankees de New York                                                |                                                                    |
| 1997  | Septembre | Mark McGwire (2)                                                   | Cardinals de Saint-Louis                                           | Juan González                                                      | Rangers du Texas                                                   |                                                                    |
| 1998  | Avril     | Mark McGwire (3)                                                   | Cardinals de Saint-Louis                                           | Iván Rodríguez                                                     | Rangers du Texas                                                   |                                                                    |
| 1998  | Mai       | Mark McGwire (4)                                                   | Cardinals de Saint-Louis                                           | Bernie Williams (2)                                                | Yankees de New York                                                |                                                                    |
| 1998  | Juin      | Sammy Sosa (2)                                                     | Cubs de Chicago                                                    | Rafael Palmeiro (2)                                                | Orioles de Baltimore                                               |                                                                    |
| 1998  | Juillet   | Vladimir Guerrero                                                  | Expos de Montréal                                                  | Albert Belle (4)                                                   | Indians de Cleveland                                               |                                                                    |
| 1998  | Août      | Jeff Kent                                                          | Giants de San Francisco                                            | Derek Jeter                                                        | Yankees de New York                                                |                                                                    |
| 1998  | Septembre | Mark McGwire (5)                                                   | Cardinals de Saint-Louis                                           | Albert Belle (5)                                                   | Indians de Cleveland                                               |                                                                    |
| 1999  | Avril     | Matt Williams                                                      | Diamondbacks de l'Arizona                                          | Manny Ramírez (2)                                                  | Indians de Cleveland                                               |                                                                    |
| 1999  | Mai       | Sammy Sosa (3)                                                     | Cubs de Chicago                                                    | Nomar Garciaparra                                                  | Red Sox de Boston                                                  |                                                                    |
| 1999  | Juin      | Jeromy Burnitz                                                     | Brewers de Milwaukee                                               | Rafael Palmeiro (3)                                                | Rangers du Texas                                                   |                                                                    |
| 1999  | Juillet   | Mark McGwire (6)                                                   | Cardinals de Saint-Louis                                           | Joe Randa                                                          | Royals de Kansas City                                              |                                                                    |
| 1999  | Août      | Vladimir Guerrero (2)                                              | Expos de Montréal                                                  | Rafael Palmeiro (4) Iván Rodríguez (2)                             | Rangers du Texas                                                   |                                                                    |
| 1999  | Septembre | Greg Vaughn                                                        | Reds de Cincinnati                                                 | Albert Belle (6)                                                   | Indians de Cleveland                                               |                                                                    |

### 2000-2009

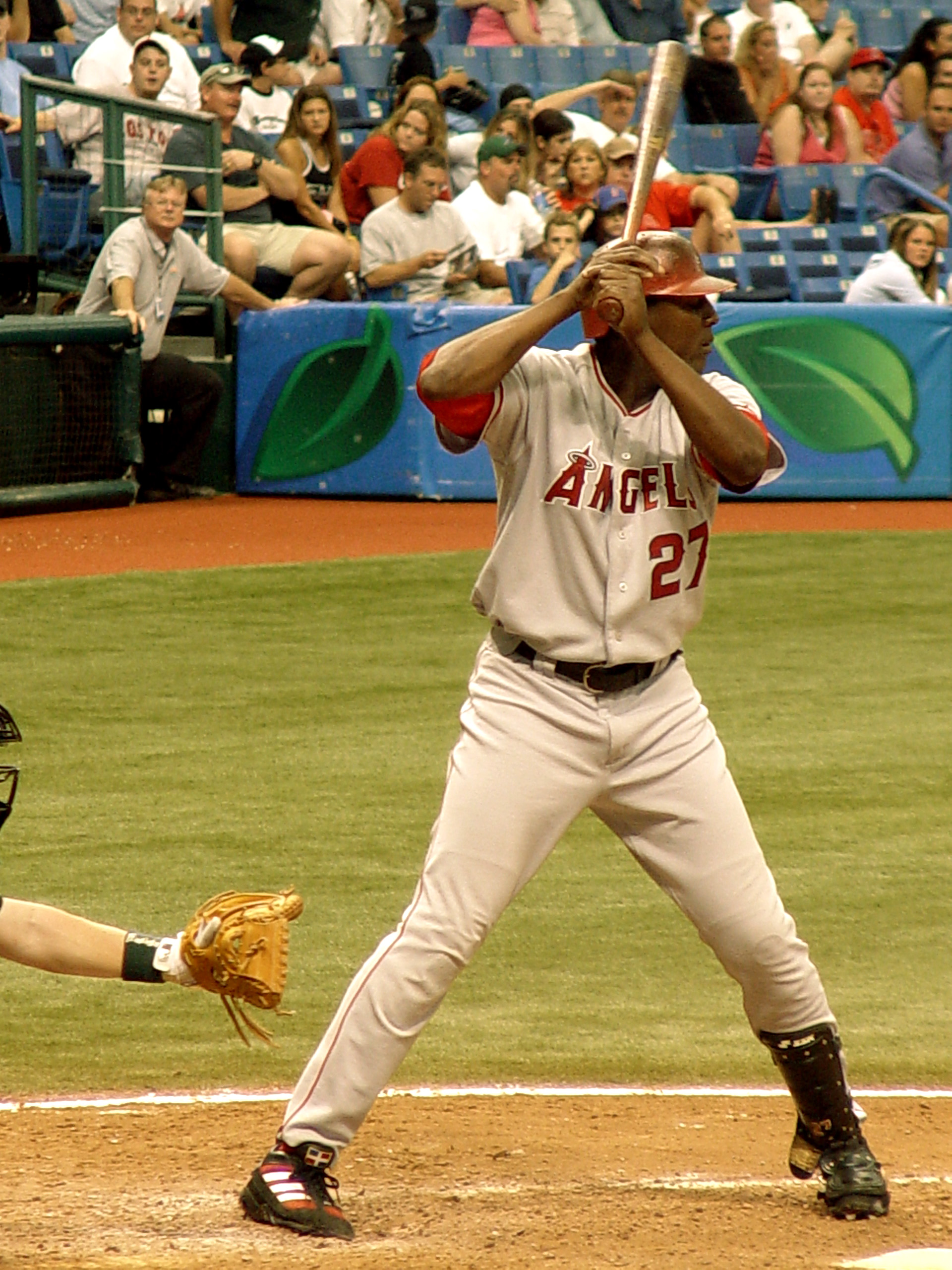
Vladimir Guerrero, six fois joueur du mois de 1998 à 2004.

Albert Pujols est six fois joueur du mois avec Saint-Louis de 2003 à 2010.

| Année | Mois      | Ligue nationale       | Équipe                    | Ligue américaine      | Équipe                |
| ----- | --------- | --------------------- | ------------------------- | --------------------- | --------------------- |
| 2000  | Avril     | Vladimir Guerrero (3) | Expos de Montréal         | Jermaine Dye          | Royals de Kansas City |
| 2000  | Mai       | Todd Helton           | Rockies du Colorado       | Edgar Martínez (4)    | Mariners de Seattle   |
| 2000  | Juin      | Jeff Kent (2)         | Giants de San Francisco   | Albert Belle (7)      | Orioles de Baltimore  |
| 2000  | Juillet   | Sammy Sosa (4)        | Cubs de Chicago           | Johnny Damon          | Royals de Kansas City |
| 2000  | Août      | Todd Helton (2)       | Rockies du Colorado       | Glenallen Hill        | Yankees de New York   |
| 2000  | Septembre | Richard Hidalgo       | Astros de Houston         | Jason Giambi          | Athletics d'Oakland   |
| 2001  | Avril     | Luis Gonzalez         | Diamondbacks de l'Arizona | Manny Ramírez (3)     | Red Sox de Boston     |
| 2001  | Mai       | Barry Bonds (8)       | Giants de San Francisco   | Jason Giambi (2)      | Athletics d'Oakland   |
| 2001  | Juin      | Luis Gonzalez (2)     | Diamondbacks de l'Arizona | Mike Sweeney          | Royals de Kansas City |
| 2001  | Juillet   | Jeff Bagwell (5)      | Astros de Houston         | Jim Thome             | Indians de Cleveland  |
| 2001  | Août      | Sammy Sosa (5)        | Cubs de Chicago           | Jermaine Dye (2)      | Athletics d'Oakland   |
| 2001  | Septembre | Barry Bonds (9)       | Giants de San Francisco   | Eric Chavez           | Athletics d'Oakland   |
| 2002  | Avril     | Vladimir Guerrero (4) | Expos de Montréal         | Torii Hunter          | Twins du Minnesota    |
| 2002  | Mai       | Todd Helton (3)       | Rockies du Colorado       | Jason Giambi (3)      | Yankees de New York   |
| 2002  | Juin      | Jeff Kent (3)         | Giants de San Francisco   | Paul Konerko          | White Sox de Chicago  |
| 2002  | Juillet   | Larry Walker (2)      | Rockies du Colorado       | Alex Rodriguez (2)    | Rangers du Texas      |
| 2002  | Août      | Barry Bonds (10)      | Giants de San Francisco   | Alex Rodriguez (3)    | Rangers du Texas      |
| 2002  | Septembre | Brian Jordan          | Dodgers de Los Angeles    | Manny Ramírez (4)     | Red Sox de Boston     |
| 2003  | Avril     | Todd Helton (4)       | Rockies du Colorado       | Alfonso Soriano       | Yankees de New York   |
| 2003  | Mai       | Albert Pujols         | Cardinals de Saint-Louis  | Edgar Martínez (5)    | Mariners de Seattle   |
| 2003  | Juin      | Albert Pujols (2)     | Cardinals de Saint-Louis  | Jason Giambi (4)      | Yankees de New York   |
| 2003  | Juillet   | Barry Bonds (11)      | Giants de San Francisco   | Magglio Ordóñez       | White Sox de Chicago  |
| 2003  | Août      | Vladimir Guerrero (5) | Expos de Montréal         | Alex Rodriguez (4)    | Rangers du Texas      |
| 2003  | Septembre | Jim Thome (2)         | Phillies de Philadelphie  | Alfonso Soriano (2)   | Yankees de New York   |
| 2004  | Avril     | Barry Bonds (12)      | Giants de San Francisco   | Carlos Beltrán        | Royals de Kansas City |
| 2004  | Mai       | Lance Berkman         | Astros de Houston         | Melvin Mora           | Orioles de Baltimore  |
| 2004  | Juin      | Jim Thome (3)         | Phillies de Philadelphie  | Iván Rodríguez (3)    | Tigers de Détroit     |
| 2004  | Juillet   | Jim Edmonds           | Cardinals de Saint-Louis  | Mark Teixeira         | Rangers du Texas      |
| 2004  | Août      | Barry Bonds (13)      | Giants de San Francisco   | Ichiro Suzuki         | Mariners de Seattle   |
| 2004  | Septembre | Adrián Beltré         | Dodgers de Los Angeles    | Vladimir Guerrero (6) | Angels d'Anaheim      |
| 2005  | Avril     | Derrek Lee            | Cubs de Chicago           | Brian Roberts         | Orioles de Baltimore  |
| 2005  | Mai       | Bobby Abreu           | Phillies de Philadelphie  | Alex Rodriguez (5)    | Yankees de New York   |
| 2005  | Juin      | Andruw Jones          | Braves d'Atlanta          | Travis Hafner         | Indians de Cleveland  |
| 2005  | Juillet   | Adam Dunn             | Reds de Cincinnati        | Jason Giambi (5)      | Yankees de New York   |
| 2005  | Août      | Andruw Jones (2)      | Braves d'Atlanta          | Alex Rodriguez (6)    | Yankees de New York   |
| 2005  | Septembre | Randy Winn            | Giants de San Francisco   | David Ortiz           | Red Sox de Boston     |
| 2006  | Avril     | Albert Pujols (3)     | Cardinals de Saint-Louis  | Jason Giambi (6)      | Yankees de New York   |
| 2006  | Mai       | Jason Bay             | Pirates de Pittsburgh     | Alex Rodriguez (7)    | Yankees de New York   |
| 2006  | Juin      | David Wright          | Mets de New York          | Joe Mauer             | Twins du Minnesota    |
| 2006  | Juillet   | Chase Utley           | Phillies de Philadelphie  | David Ortiz (2)       | Red Sox de Boston     |
| 2006  | Août      | Ryan Howard           | Phillies de Philadelphie  | Travis Hafner (2)     | Indians de Cleveland  |
| 2006  | Septembre | Ryan Howard (2)       | Phillies de Philadelphie  | Robinson Canó         | Yankees de New York   |
| 2007  | Avril     | José Reyes            | Mets de New York          | Alex Rodriguez (8)    | Yankees de New York   |
| 2007  | Mai       | Prince Fielder        | Brewers de Milwaukee      | Justin Morneau        | Twins du Minnesota    |
| 2007  | Juin      | Alfonso Soriano (3)   | Cubs de Chicago           | Alex Rodriguez (9)    | Yankees de New York   |
| 2007  | Juillet   | Ryan Braun            | Brewers de Milwaukee      | Hideki Matsui         | Yankees de New York   |
| 2007  | Août      | Mark Teixeira (2)     | Braves d'Atlanta          | Magglio Ordóñez (2)   | Tigers de Détroit     |
| 2007  | Septembre | Matt Holliday         | Rockies du Colorado       | David Ortiz (3)       | Red Sox de Boston     |
| 2008  | Avril     | Chase Utley (2)       | Phillies de Philadelphie  | Josh Hamilton         | Rangers du Texas      |
| 2008  | Mai       | Lance Berkman (2)     | Astros de Houston         | Josh Hamilton (2)     | Rangers du Texas      |
| 2008  | Juin      | Hanley Ramírez        | Marlins de la Floride     | J. D. Drew            | Red Sox de Boston     |
| 2008  | Juillet   | Ryan Braun (2)        | Brewers de Milwaukee      | Miguel Cabrera        | Tigers de Détroit     |
| 2008  | Août      | Manny Ramírez (5)     | Dodgers de Los Angeles    | Melvin Mora (2)       | Orioles de Baltimore  |
| 2008  | Septembre | Ryan Howard (3)       | Phillies de Philadelphie  | Shin-Soo Choo         | Indians de Cleveland  |
| 2009  | Avril     | Albert Pujols (4)     | Cardinals de Saint-Louis  | Evan Longoria         | Rays de Tampa Bay     |
| 2009  | Mai       | Justin Upton          | Diamondbacks de l'Arizona | Joe Mauer (2)         | Twins du Minnesota    |
| 2009  | Juin      | Albert Pujols (5)     | Cardinals de Saint-Louis  | B. J. Upton           | Rays de Tampa Bay     |
| 2009  | Juillet   | Ryan Ludwick          | Cardinals de Saint-Louis  | Bobby Abreu (2)       | Angels de Los Angeles |
| 2009  | Août      | Ryan Howard (4)       | Phillies de Philadelphie  | Kendrys Morales       | Angels de Los Angeles |
| 2009  | Septembre | Derrek Lee (2)        | Cubs de Chicago           | Billy Butler          | Royals de Kansas City |

### 2010-2019

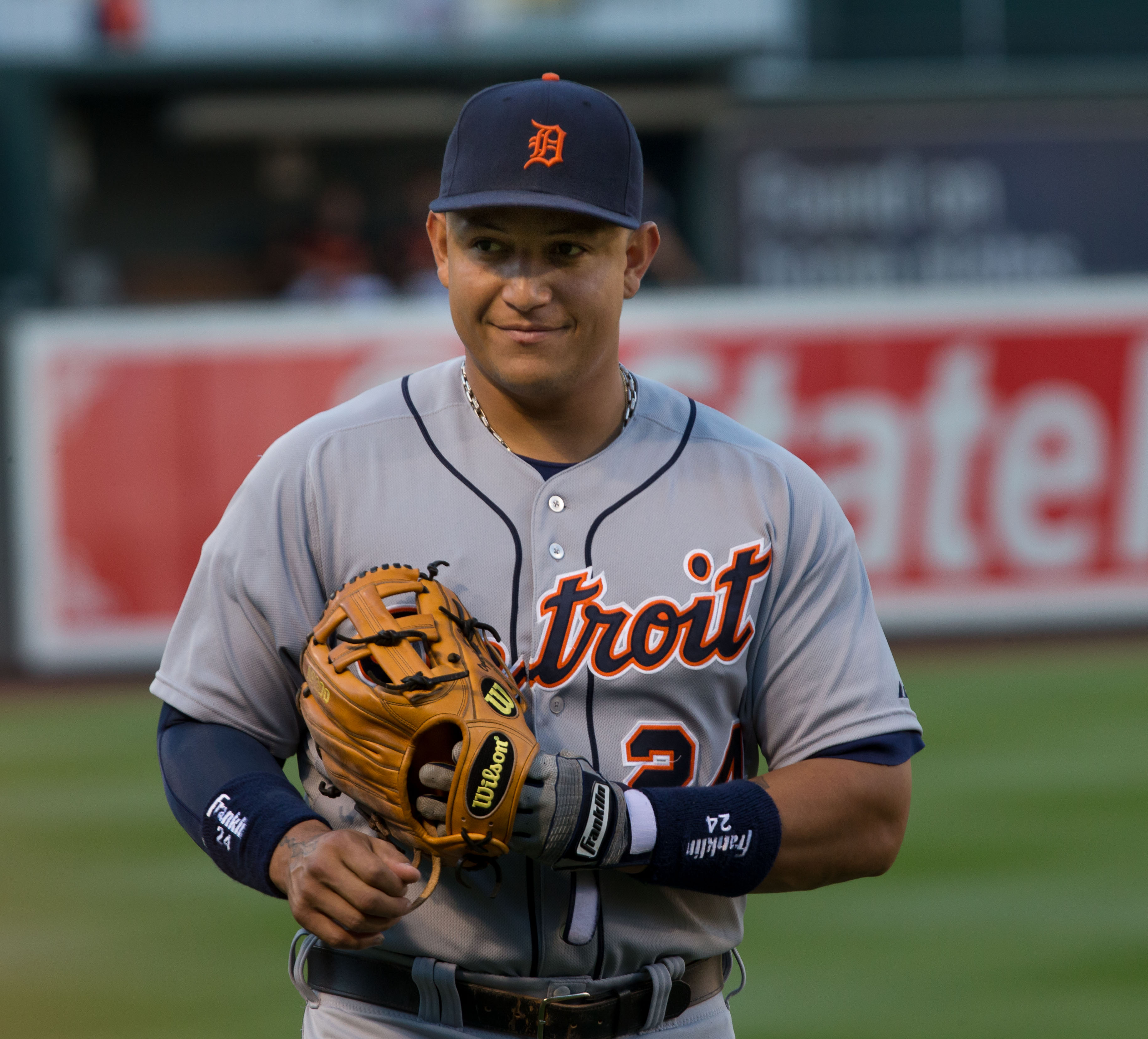
Miguel Cabrera, 6 fois joueur du mois pour Détroit depuis 2008.

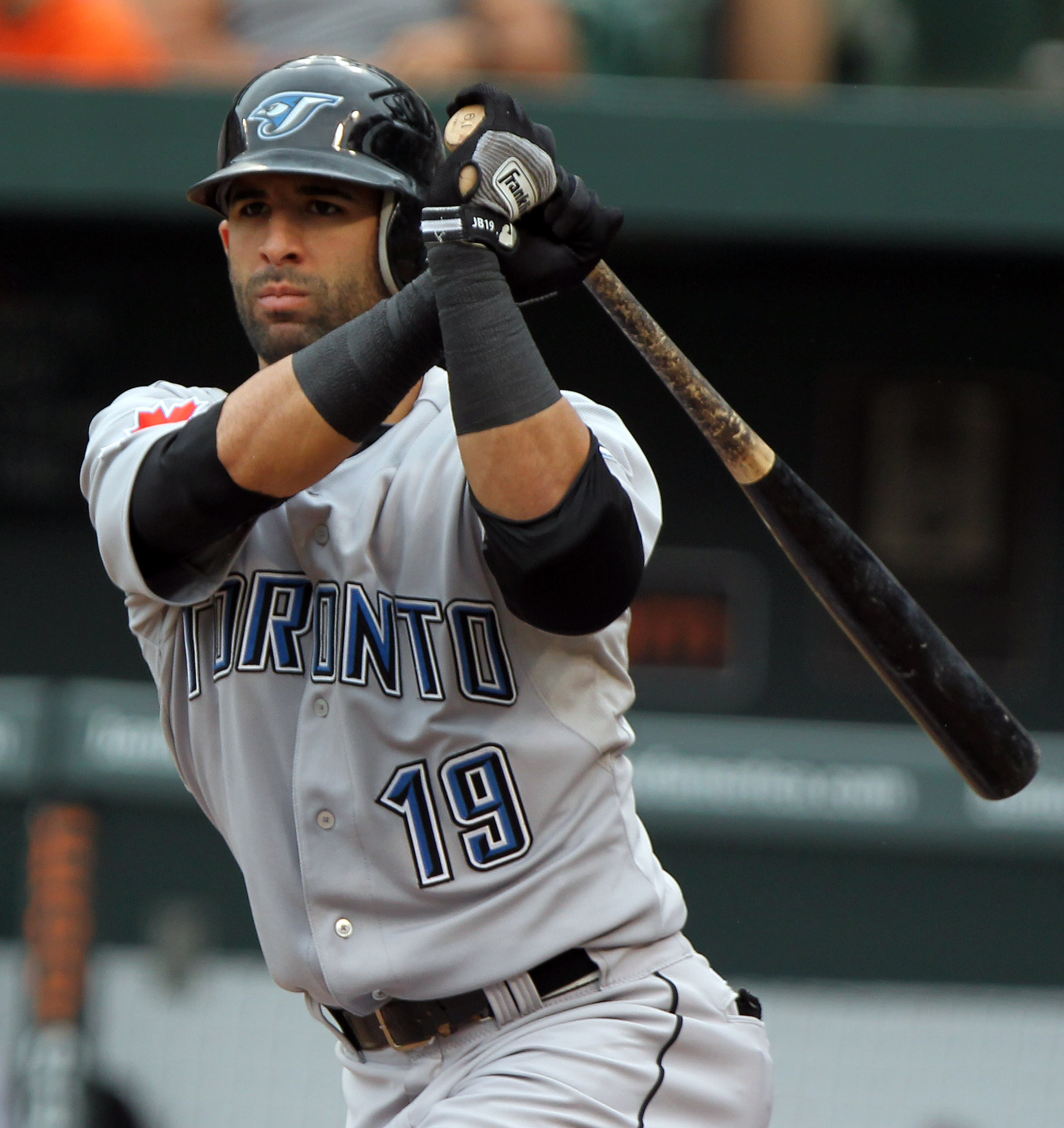
José Bautista, 5 fois joueur du mois pour Toronto de 2010 à 2012.

| Année | Mois      | Ligue nationale       | Équipe                    | Ligue américaine           | Équipe                                  |
| ----- | --------- | --------------------- | ------------------------- | -------------------------- | --------------------------------------- |
| 2010  | Avril     | Kelly Johnson         | Diamondbacks de l'Arizona | Robinson Canó (2)          | Twins du Minnesota                      |
| 2010  | Mai       | Troy Glaus            | Braves d'Atlanta          | David Ortiz (4)            | Red Sox de Boston                       |
| 2010  | Juin      | David Wright (2)      | Mets de New York          | Josh Hamilton (3)          | Rangers du Texas                        |
| 2010  | Juillet   | Buster Posey          | Giants de San Francisco   | Delmon Young José Bautista | Twins du Minnesota Blue Jays de Toronto |
| 2010  | Août      | Albert Pujols (6)     | Cardinals de Saint-Louis  | José Bautista (2)          | Blue Jays de Toronto                    |
| 2010  | Septembre | Troy Tulowitzki       | Rockies du Colorado       | Alex Rodriguez (10)        | Yankees de New York                     |
| 2011  | Avril     | Ryan Braun (3)        | Brewers de Milwaukee      | José Bautista (3)          | Blue Jays de Toronto                    |
| 2011  | Mai       | Jay Bruce             | Reds de Cincinnati        | José Bautista (4)          | Blue Jays de Toronto                    |
| 2011  | Juin      | Prince Fielder (2)    | Brewers de Milwaukee      | Adrian Gonzalez            | Red Sox de Boston                       |
| 2011  | Juillet   | Emilio Bonifacio      | Marlins de la Floride     | Dustin Pedroia             | Red Sox de Boston                       |
| 2011  | Août      | Dan Uggla             | Braves d'Atlanta          | Curtis Granderson          | Yankees de New York                     |
| 2011  | Septembre | Ryan Braun (4)        | Brewers de Milwaukee      | Adrián Beltré (2)          | Rangers du Texas                        |
| 2012  | Avril     | Matt Kemp             | Dodgers de Los Angeles    | Josh Hamilton (4)          | Rangers du Texas                        |
| 2012  | Mai       | Giancarlo Stanton     | Marlins de Miami          | Josh Hamilton (5)          | Rangers du Texas                        |
| 2012  | Juin      | Andrew McCutchen      | Pirates de Pittsburgh     | José Bautista (5)          | Blue Jays de Toronto                    |
| 2012  | Juillet   | Andrew McCutchen (2)  | Pirates de Pittsburgh     | Mike Trout                 | Angels de Los Angeles                   |
| 2012  | Août      | Chase Headley         | Padres de San Diego       | Miguel Cabrera (2)         | Tigers de Détroit                       |
| 2012  | Septembre | Chase Headley (2)     | Padres de San Diego       | Adrián Beltré (3)          | Rangers du Texas                        |
| 2013  | Avril     | Justin Upton (2)      | Braves d'Atlanta          | Chris Davis                | Orioles de Baltimore                    |
| 2013  | Mai       | Domonic Brown         | Phillies de Philadelphie  | Miguel Cabrera (3)         | Tigers de Détroit                       |
| 2013  | Juin      | Yasiel Puig           | Dodgers de Los Angeles    | Jason Kipnis               | Indians de Cleveland                    |
| 2013  | Juillet   | Jayson Werth          | Nationals de Washington   | Adrián Beltré (4)          | Rangers du Texas                        |
| 2013  | Août      | Martín Prado          | Diamondbacks de l'Arizona | Miguel Cabrera (4)         | Tigers de Détroit                       |
| 2013  | Septembre | Hunter Pence          | Giants de San Francisco   | Josh Donaldson             | Athletics d'Oakland                     |
| 2014  | Avril     | Troy Tulowitzki (2)   | Rockies du Colorado       | José Abreu                 | White Sox de Chicago                    |
| 2014  | Mai       | Yasiel Puig (2)       | Dodgers de Los Angeles    | Edwin Encarnación          | Blue Jays de Toronto                    |
| 2014  | Juin      | Andrew McCutchen (3)  | Pirates de Pittsburgh     | Mike Trout (2)             | Angels de Los Angeles                   |
| 2014  | Juillet   | Jayson Werth (2)      | Nationals de Washington   | José Abreu (2)             | White Sox de Chicago                    |
| 2014  | Août      | Josh Harrison         | Pirates de Pittsburgha    | Víctor Martínez            | Tigers de Détroit                       |
| 2014  | Septembre | Matt Kemp (2)         | Dodgers de Los Angeles    | Miguel Cabrera (5)         | Tigers de Détroit                       |
| 2015  | Avril     | Adrian Gonzalez (2)   | Dodgers de Los Angeles    | Nelson Cruz                | Mariners de Seattle                     |
| 2015  | Mai       | Bryce Harper          | Nationals de Washington   | Jason Kipnis (2)           | Indians de Cleveland                    |
| 2015  | Juin      | Giancarlo Stanton (2) | Marlins de Miami          | Albert Pujols (7)          | Angels de Los Angeles                   |
| 2015  | Juillet   | Carlos González       | Rockies du Colorado       | Mike Trout (3)             | Angels de Los Angeles                   |
| 2015  | Août      | Andrew McCutchen (4)  | Pirates de Pittsburgh     | Edwin Encarnación (2)      | Blue Jays de Toronto                    |
| 2015  | Septembre | Nolan Arenado         | Rockies du Colorado       | Shin-Soo Choo (2)          | Rangers du Texas                        |
| 2016  | Avril     | Bryce Harper (2)      | Nationals de Washington   | Manny Machado              | Orioles de Baltimore                    |
| 2016  | Mai       | Daniel Murphy         | Nationals de Washington   | Jackie Bradley, Jr.        | Red Sox de Boston                       |
| 2016  | Juin      | Wil Myers             | Padres de San Diego       | José Altuve                | Astros de Houston                       |
| 2016  | Juillet   | Daniel Murphy (2)     | Nationals de Washington   | Mookie Betts               | Red Sox de Boston                       |
| 2016  | Août      | Kris Bryant           | Cubs de Chicago           | Gary Sánchez               | Yankees de New York                     |
| 2016  | Septembre | Freddie Freeman       | Braves d'Atlanta          | Miguel Cabrera (6)         | Tigers de Détroit                       |
| 2017  | Avril     | Ryan Zimmerman        | Nationals de Washington   | Mike Trout (4)             | Angels de Los Angeles                   |
| 2017  | Mai       | Charlie Blackmon      | Rockies du Colorado       | Carlos Correa              | Astros de Houston                       |
| 2017  | Juin      | Andrew McCutchen (5)  | Pirates de Pittsburgh     | Aaron Judge                | Yankees de New York                     |
| 2017  | Juillet   | Nolan Arenado (2)     | Rockies du Colorado       | José Altuve (2)            | Astros de Houston                       |
| 2017  | Août      | Giancarlo Stanton (3) | Marlins de Miami          | Manny Machado (2)          | Orioles de Baltimore                    |
| 2017  | Septembre | J. D. Martinez        | Diamondbacks de l'Arizona | Aaron Judge (2)            | Yankees de New York                     |
| 2018  | Avril     | A. J. Pollock         | Diamondbacks de l'Arizona | Didi Gregorius             | Yankees de New York                     |
| 2018  | Mai       | Scooter Gennett       | Reds de Cincinnati        | Francisco Lindor           | Indians de Cleveland                    |
| 2018  | Juin      | Paul Goldschmidt      | Diamondbacks de l'Arizona | Alex Bregman               | Astros de Houston                       |
| 2018  | Juillet   | Matt Carpenter        | Cardinals de Saint-Louis  | José Ramírez               | Indians de Cleveland                    |
| 2018  | Août      | Justin Turner         | Dodgers de Los Angeles    | J. D. Martinez (2)         | Red Sox de Boston                       |
| 2018  | Septembre | Christian Yelich      | Brewers de Milwaukee      | Mike Trout (5)             | Angels de Los Angeles                   |
| 2019  | Avril     | Cody Bellinger        | Dodgers de Los Angeles    | Tim Anderson               | White Sox de Chicago                    |
| 2019  | Mai       | Josh Bell             | Pirates de Pittsburgh     | Rafael Devers              | Red Sox de Boston                       |
| 2019  | Juin      | Charlie Blackmon (2)  | Rockies du Colorado       | DJ LeMahieu                | Yankees de New York                     |
| 2019  | Juillet   | Paul Goldschmidt (2)  | Cardinals de Saint-Louis  | Yulieski Gurriel           | Astros de Houston                       |
| 2019  | Août      | Aristides Aquino      | Reds de Cincinnati        | Alex Bregman (2)           | Astros de Houston                       |
| 2019  | Septembre | Eugenio Suárez        | Reds de Cincinnati        | Austin Meadows             | Rays de Tampa Bay                       |

### 2020-2029
| Année | Mois         | Ligue nationale        | Équipe                   | Ligue américaine  | Équipe                 |
| ----- | ------------ | ---------------------- | ------------------------ | ----------------- | ---------------------- |
| 2020  | Juillet/Août | Fernando Tatís Jr.     | Padres de San Diego      | José Abreu (3)    | White Sox de Chicago   |
| 2020  | Septembre    | Freddie Freeman (2)    | Braves d'Atlanta         | José Ramírez (2)  | Indians de Cleveland   |
| 2021  | Avril        | Ronald Acuña Jr.       | Braves d'Atlanta         | Byron Buxton      | Twins du Minnesota     |
| 2021  | Mai          | Fernando Tatís Jr. (2) | Padres de San Diego      | Marcus Semien     | Blue Jays de Toronto   |
| 2021  | Juin         | Kyle Schwarber         | Nationals de Washington  | Shohei Ohtani     | Angels de Los Angeles  |
| 2021  | Juillet      | Joey Votto             | Reds de Cincinnati       | Shohei Ohtani (2) | Angels de Los Angeles  |
| 2021  | Août         | C. J. Cron             | Rockies du Colorado      | José Abreu (4)    | White Sox de Chicago   |
| 2021  | Septembre    | Tyler O'Neill          | Cardinals de Saint-Louis | Kyle Tucker       | Astros de Houston      |
| 2022  | Avril        | Nolan Arenado (3)      | Cardinals de Saint-Louis | José Ramírez (3)  | Guardians de Cleveland |
| 2022  | Mai          | Paul Goldschmidt (3)   | Cardinals de Saint-Louis | Aaron Judge (3)   | Yankees de New York    |
| 2022  | Juin         | Kyle Schwarber (2)     | Phillies de Philadelphie | Yordan Álvarez    | Astros de Houston      |
| 2022  | Juillet      |                        |                          |                   |                        |
| 2022  | Août         |                        |                          |                   |                        |
| 2022  | Septembre    |                        |                          |                   |                        |